# Hartwig von Grögling-Dollnstein
Hartwig von Grögling-Dollnstein († Anfang März 1223) war Fürstbischof von Eichstätt von 1196 bis 1223.

## Herkunft
Hartwig stammte aus dem Grafengeschlecht der von Grögling-Dollnstein. Namensgebende Orte sind Dollnstein im Altmühltal, heute Teil des oberbayerischen Landkreises Eichstätt und Grögling bei Dietfurt an der Altmühl im Oberpfälzer Landkreis Neumarkt in der Oberpfalz. Die Familie nimmt in diesem Zeitraum den Namen Hirschberg an. Hartwig war der Sohn des Grafen Gerhards I., einem Sohn des Vogtes Hartwigs III. und Neffen des vorausgegangenen Bischofs Gebhard II. von Grögling. Seine Mutter war Sophie von Sulzbach, über die die Grafschaft Sulzbach an die Hirschberger überging.

## Leben
Hartwig von Grögling-Dollnstein trat ab 1194 zunächst als Eichstätter Dompropst in Erscheinung. Im Streit um den Thron findet man ihn auch bei der Wahl und Krönung Philipps von Schwaben. Nach der Ermordung des Würzburger Bischofs Konrad von Querfurt war Hartwig vorübergehend Reichskanzler. Erst nach dem Tode Phillips von Schwaben befand er sich im Gefolge von Otto IV., schlug sich aber dann auf die Seite Friedrichs II. Gemeinsam mit anderen Fürsten und in der Begleitung zweier Eichstätter Domherren nahm er am erfolglosen Fünften Kreuzzug teil. In seine Amtszeit fallen erste Ansiedlungen des Deutschen Ordens in der Region. Hartwig wurde in der von ihm erbauten Kapelle des heiligen Nikolaus und Thomas beim Kloster Rebdorf begraben.